# William Cañate
Emisael William Cañate Librada (11 de diciembre de 1971) es un ex jardinero izquierdo y bateador derecho de las Grandes Ligas que jugó para los Toronto Blue Jays en 1993. Los Blue Jays ganaron la Serie Mundial esa temporada. Cañate fue un bateador de por vida de .213 (10 de 47) con 1 jonrón y 3 carreras impulsadas en 38 juegos.
Después de la temporada de 1993, Cañate jugó en los niveles AA y AAA en 1994 y 1995, jugó una temporada en la Liga Mexicana y cinco temporadas más en Italia antes de retirarse.

## Trayectoria

### En el béisbol venezolano
A los 18 años de edad, inició su carrera profesional en la Liga Venezolana de Béisbol Profesional, con el equipo de los Cardenales de Lara, en la temporada 89-90. Ese año solo tuvo 15 apariciones, dejando un promedio de bateo de .200, con 3 hits y 6 carreras anotadas. La siguiente zafra siguió en el equipo larense que, dirigido por Domingo Carrasquel, conquistó el título de la campaña 1990-1991 contra los Leones del Caracas.
Con Cardenales estaría 7 temporadas y destacaría la de 1992-1993 en la cual obtuvo el premio del Jugador Más Valioso al batear para un promedio de .322, con 73 hits, 47 carreras anotadas, 6 jonrones y 6 dobles, 27 carreras impulsadas y 17 bases robadas. 
En noviembre de 1995 pasa a los Tiburones de La Guaira tras un cambio que involucró al jardinero y ficha emblemática de aquel equipo Raúl Pérez Tovar. Tres años más tarde, es dejado en libertad y firmado por Pastora de Los Llanos, equipo con el que se retira en el año 2005. 
De por vida, en 14 años en la LVBP, dejó números ofensivos de promedio de bateo .252, 10 jonrones y 133 carreras remolcadas. 

### En Grandes Ligas
Cañate fue prospecto de los Indios de Cleveland y tuvo una participación destacada con el filia de la Liga del Sur del Atlántico (A) en el año 1992. Fue el primer jugador venezolano en ser tomado en el Draft de Regla 5 por los Rojos de Cincinnati, que de inmediato vendieron su ficha a los Toronto Blue Jays.
Realizó su estreno en grandes ligas el 16 de abril de 1993 y pudo tomar siete turnos al bate antes de ser enviado a la lista de lesionados. Volvió al equipo antes del Juego de las Estrellas de ese año y concluyó la campaña con .250/.354/.325 en 40 oportunidades. Luego fue incluido en la plantilla de la postemporada como cuarto jardinero y jugador de reserva para correr las bases o suplir en los jardines.